# Leginy (Reszel)
Leginy (deutsch Legienen) ist ein Dorf in Polen in der Woiwodschaft Ermland-Masuren. Es ist Teil der Stadt- und Landgemeinde Reszel (Rößel) im Powiat Kętrzyński (Kreis Rastenburg).

## Geographie
Leginy liegt im Nordosten Polens, etwa 40 Kilometer südlich der Staatsgrenze Polens zur russischen Oblast Kaliningrad. Südlich von Leginy liegt der Legiener See (polnisch Jezioro Legińskie), einer der größten Seen der Gmina Reszel.

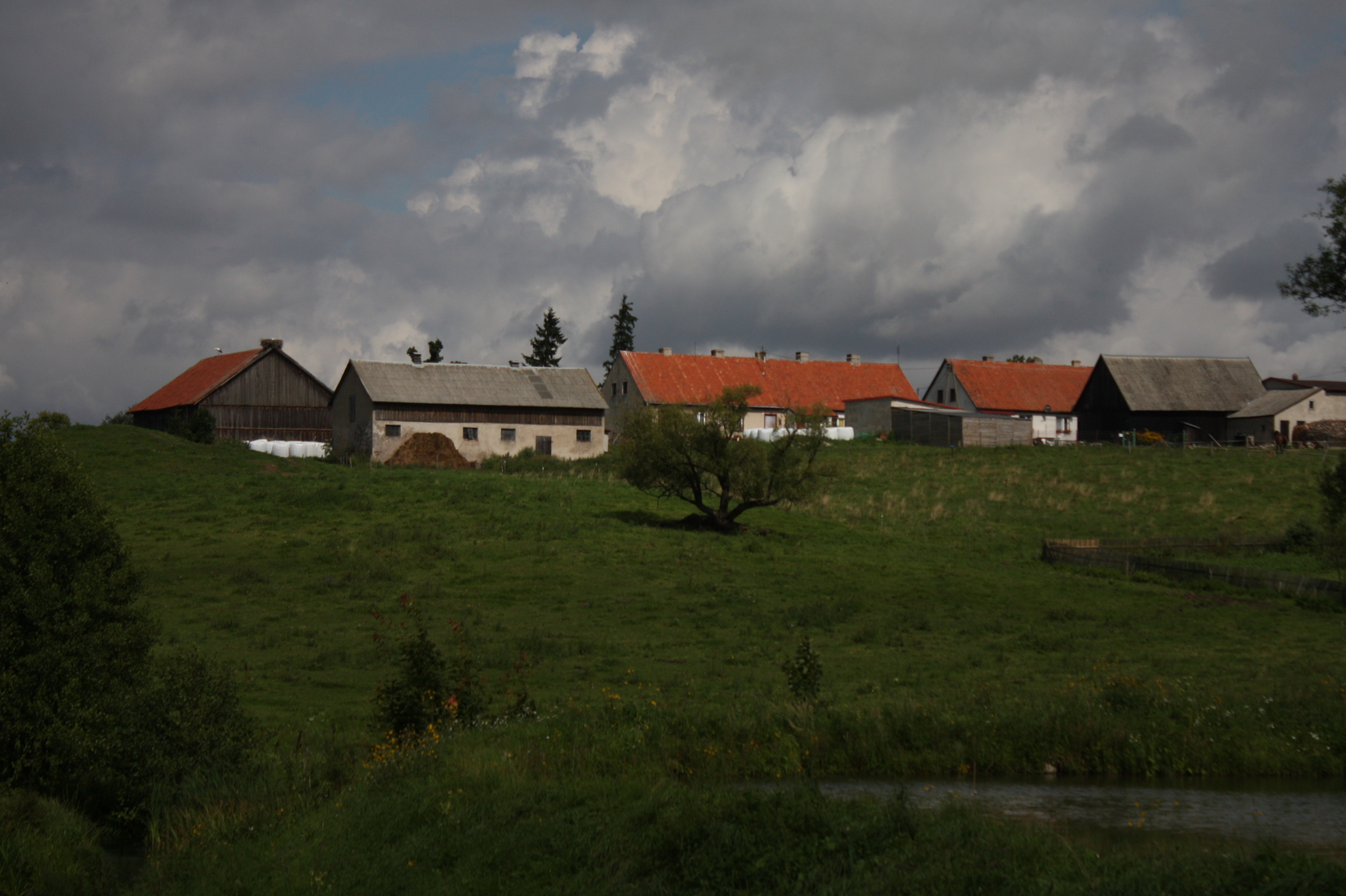
Blick auf Leginy

## Geschichte
Ein erstes Dorf an der Stelle des heutigen Leginy wurde 1346 gegründet. Kurz nach der Anlage wurde das Dorf aber wieder wüst. Um 1350 kaufte Johann Stryprock (später Bischof von Ermland Johann II. Stryprock) das Land und vergrößerte es von 35 auf 50 Włóka. Am 16. Juni 1359 erwarb Johann von der Krempe die Flächen mit der Auflage, die Gegend zu besiedeln. Anfang des 15. Jahrhunderts wurde das Dorf Eigentum der Familie Oelsen oder Ulsen.
Am 9. Juli 1874 wurde Legienen ein Amtsdorf und namensgebend für einen Amtsbezirk. Er gehörte zum Kreis Rößel im Regierungsbezirk Königsberg (1905 bis 1945: Regierungsbezirk Allenstein) in der preußischen Provinz Ostpreußen.
Aufgrund der Bestimmungen des Versailler Vertrags stimmte die Bevölkerung in den Volksabstimmungen in Ost- und Westpreussen am 11. Juli 1920 über die weitere staatliche Zugehörigkeit zu Ostpreußen (und damit zu Deutschland) oder den Anschluss an Polen ab. In Legienen stimmten 200 Einwohner für den Verbleib bei Ostpreußen, auf Polen entfielen keine Stimmen.
Am 17. Oktober 1928 wurde der Gutsbezirk Legienen in die Landgemeinde Labendzowo (polnisch Łabędziewo) im Amtsbezirk Klawsdorf (polnisch Klewno) eingegliedert. Gleichzeitig wurde die Landgemeinde Labendzowo in „Legienen“ umbenannt, und der Amtsbezirk Legienen aufgelöst. Am 11. März 1930 wurde Legienen vom Amtsbezirk Klawsdorf in den Amtsbezirk Loszainen (polnisch Łężany) umgegliedert.
Im Januar 1945 marschierte die Rote Armee in die Gegend ein und als Folge des Zweiten Weltkrieges wurde das Dorf Teil Polens. Noch 1945 wurde Leginy Sitz einer Gemeinde, welche aber im selben Jahr wieder aufgelöst wurde. Bis 1973 war das Dorf dann Teil der Gromada Samławki. Nach der Auflösung der Gromadas war es Teil der Stadt- und Landgemeinde Reszel (Rößel) im Powiat Kętrzyński (Kreis Rastenburg), bis 1998 der Woiwodschaft Olsztyn, seither der Woiwodschaft Ermland-Masuren zugehörig. Leginy ist Sitz eines Schulzenamtes (polnisch Sołectwo). Im Jahre 2011 zählte das Dorf 326 Einwohner.

### Einwohnerentwicklung
Ende des 18. Jahrhunderts gab es in dem Dorf inklusive des zugehörigen Vorwerks 25 Gebäude. 1820 wurden 17 Häuser gezählt, das Vorwerk existierte nicht mehr.
Nachfolgend die Einwohnerentwicklung des Dorfes.

## Kirche

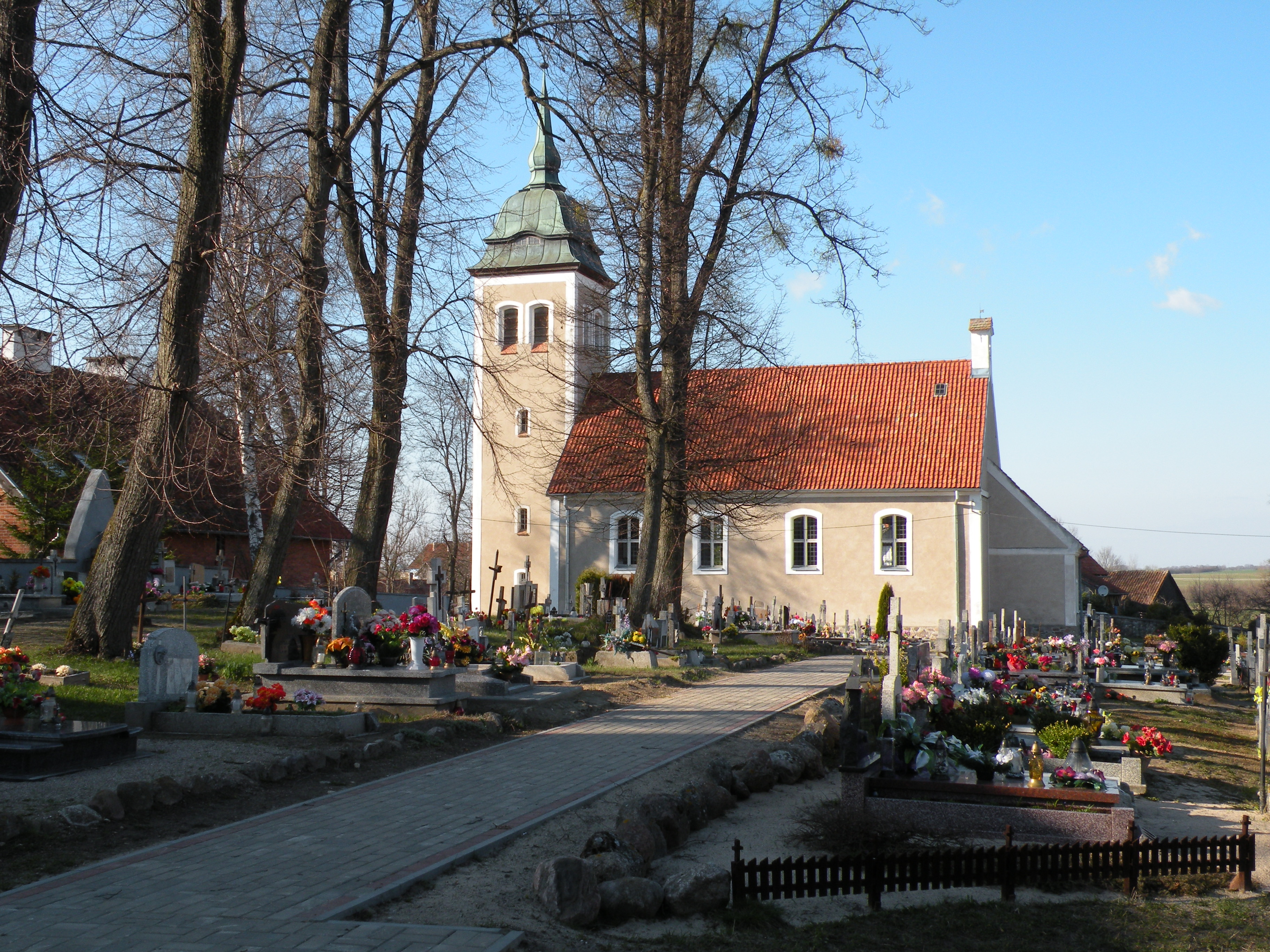
Die Kirche St. Maria Magdalena

Im Jahre 1404 wurde zum ersten Mal eine Kirche in Legienen erwähnt. 1824 wurde die Kirche neu errichtet. Die Bauleitung hatte Baumeister Sadrozinski aus Rößel. Er ließ einen Ziegelbau auf Feldsteinfundament errichten. Der Bau eines Kirchturms erfolgte erst 1919. Die Kirche ist ein katholisches Gotteshaus und Maria Magdalena gewidmet. Im Jahr 1975 wurde die Kirche umfassend renoviert. Die katholische Pfarrei in Leginy gehört zum Dekanat Reszel im Erzbistum Ermland in der polnischen römisch-katholischen Kirche.
Vor 1945 gehörte Legienen zum evangelischen Kirchspiel der Kirche in Rößel in der Kirchenprovinz Ostpreußen der Kirche der Altpreußischen Union. Das nächste evangelische Gotteshaus heute ist die Kirche in Warpuny (Warpuhnen) oder auch die Pfarrkirche in Kętrzyn (Rastenburg). Beide gehören zur Diözese Masuren in der Evangelisch-Augsburgischen Kirche in Polen.

## Schule
Am 1. Dezember 1945 wurde die Grundschule neu eröffnet. 1976 gab es im Dorf eine achtklassige Schule.

## Verkehr
Leginy liegt knapp einen Kilometer westlich der Woiwodschaftsstraße 590 (hier im Abschnitt der einstigen deutschen Reichsstraße 141), die in nördlicher Richtung nach etwa fünf Kilometer Reszel durchquert. In südlicher Richtung endet die Straße nach etwa 20 Kilometern in Biskupiec (Bischofsburg).
Die nächsten Bahnstationen befinden sich nördlich in Korsze (Korschen) bzw. nordöstlich in Kętrzyn (Rastenburg). Beide sind etwa 20 Kilometer von Leginy entfernt und bieten Direktverbindungen nach Olsztyn (Allenstein) und Posen sowie Ełk (Lyck).
Der nächste internationale Flughafen ist der Flughafen Kaliningrad (Königsberg), der sich etwa 100 Kilometer nordwestlich auf russischem Hoheitsgebiet befindet, auf polnischem Gebiet ist es der etwa 180 Kilometer westlich gelegene Lech-Wałęsa-Flughafen Danzig.